# Плетерє (Кидричево)
Плетерє (словен. Pleterje) — поселення в общині Кидричево, Подравський регіон‎, Словенія.